# Gare de Frontignan
Gare de Frontignan vasútállomás Franciaországban, Frontignan településen.

## Vasútvonalak
Az állomást az alábbi vasútvonalak érintik:
- Tarascon–Sète-Ville-vasútvonal

## Kapcsolódó állomások
A vasútállomáshoz az alábbi állomások vannak a legközelebb:
- Gare de Vic - Mireval (Gare de Tarascon, Tarascon–Sète-Ville-vasútvonal)
- Gare de Sète (Gare de Sète, Tarascon–Sète-Ville-vasútvonal)